# IBSA-Weltmeisterschaften 2011
Die 4. IBSA-Weltmeisterschaften (engl.: IBSA World Games oder IBSA World Championships and Games) der International Blind Sports Federation (Internationaler Blindensportverband) fanden vom 1. bis 10. April 2011 in Antalya (Türkei) statt. Hauptsächlich wurden die Meisterschaften vom Türkischen Blindensportverband (GESFED) organisiert.
Die Wettkämpfe umfassten Blindenfußball, Gewichtheben, Goalball, Judo, Leichtathletik, Schwimmen und Schach.
Bei der bis dato größten Veranstaltung wurden ungefähr 2.500 Athleten aus 64 Ländern erwartet.